# Airbus A320 серії
Серія Airbus A320 (фр.: [ɛʁbys] ( прослухати), Ерб́юс, англ.: [ˈɛərbʌs] — Ейрб́ас) — сім'я вузькофюзеляжних пасажирських комерційних двомоторних літаків, що виготовлені компанією Airbus для коротко- та середньотривалих польотів. Складається з авіалайнерів A318, A319, A320, A321, а також моделей бізнес-класу ACJ (Airbus Corporate Jet). Літаки серії A320 інколи ще називають A320ceo (current engine option— варіант з поточним двигуном) щоб відрізняти їх від нової генерації A320neo (new engine option). Літаки збирають на заводах компанії в Тулузі (Франція) та Гамбурзі (Німеччина). З 2009 року китайський завод у Тяньцзінь також виробляє ці літаки для китайських авіакомпаній, а з 25 квітня 2016 року випустивши свій перший американський A321 було відкрито виробництво у Мобіл (штат Алабама, США). Сімейство літаків може перевозити до 236 пасажирів та має максимальну дальність польоту від 5 750 до 11 100 км, в залежності від моделі.
У грудні 2010 року Airbus анонсував нове покоління літаків сімейства A320 — A320neo (new engine option — варіант з новим двигуном). A320neo пропонує нові, більш ефективні двигуни, поліпшення планеру літака з додаванням вінглетів, що були названі Sharklets (акулячий плавник) від Airbus. Нові літаки мають забезпечити економію витрат пального до 15 %. Перший авіалайнер A320neo був доставлений авіакомпанії Lufthansa 20 січня 2016 року і вже через 5 днів надійшов на службу.

## Розробка
На початку 1980-х європейським консорціумом «Airbus» (фр. «Airbus Industrie») був завершений цикл досліджень вузькофюзеляжних літаків під кодовими назвами SA1, SA2 і SA3 в рамках проекту JET. За їхніми результатами перевага була віддана першим двом варіантам — SA1 (на 130—140 місць) і SA2 (на 150—160 місць). Надалі пасажиромісткість обох проектів, що отримали позначення А-320-100 і А-320-200 відповідно, зрівняли до 150, а відрізнятися вони стали лише дальністю польоту і платним навантаженням.
Пізніше з'явилися такі модифікації літака, як А-320-210, що відрізняється наявністю потужніших двигунів і двох додаткових паливних баків, і А-320-230, що також має відмінності у потужності двигунів.
Всі три модифікації (А-320-110, А-320-210 і А-320-230) мають ряд ідентичних технічних характеристик (розмах крила — 34,09 м, довжина літака — 37,56 м, висота літака — 11,760 м, пасажирів в кабіні двох класів — 150 чоловік, максимальна кількість пасажирів — 179 чоловік, крейсерська швидкість — 900 км на годину), відрізняючись лише дальністю польоту, що складає для А-320-110 4900 км, для А-320-210 — 5180 км, для А-320-230 — 5370 км.
Літак А-320 оснащений цифровим комплексом авіоніки EFIS виробництва компанії «Томсон — Сі-Ес-Еф» («Thomson-CSF», Франція), що включає шість кольорових багатофункціональних дисплеїв для виведення пілотажно-навігаційної інформації і даних про роботу бортових систем і попереджень про їхні відмови. Крім цього, A-320 є першим у світі пасажирським літаком з електродистанційною системою управління.
У 1989—1991 на одному з літаків А-320 пройшли дослідну експлуатацію спеціальні самоклейні плівки з нанесеними на них продовжними мікробороздками-ріблетами, що дозволили понизити зустрічний опір і поліпшити обтікання корпусу.
У першій половині 2003 компанією «Скайтракс» (англ. «Skytrax», Велика Британія) було проведено дослідження, метою якого було з'ясувати уподобання пасажирів. У ході дослідження було опитано понад 69 тис. осіб, які мали відповісти на запитання, що стосувалися низки критеріїв (зокрема, чутності шуму двигунів в салоні, комфортності крісел і відстані між рядами). У результаті близько 59 % опитаних визнали салон літака А-320 найкомфортабельнішим (в той час, як інший номінант — «Боїнг-737» — набрав трохи більше 25 % голосів).

## Експлуатація

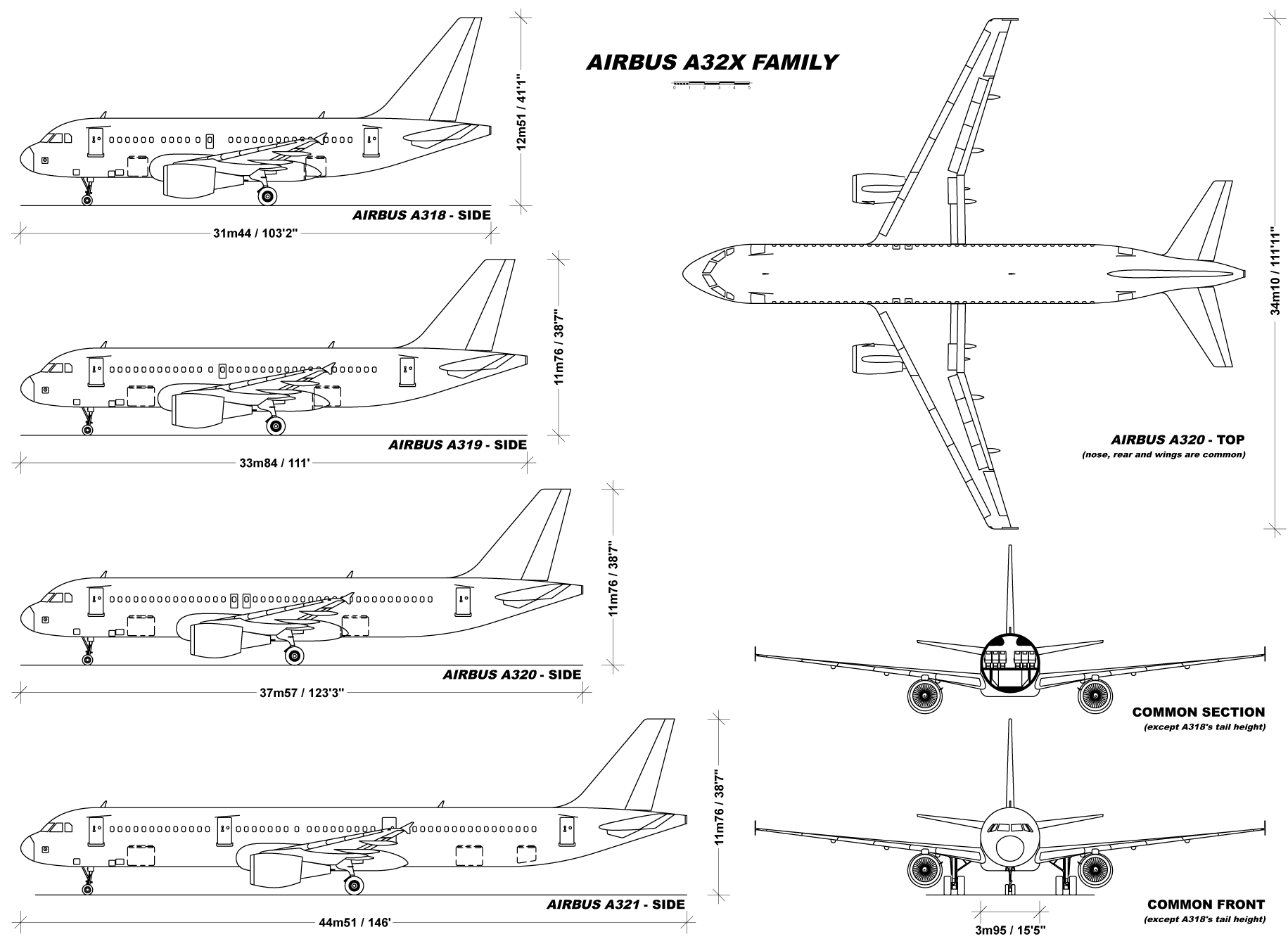
Порівняльні малюнки модифікацій літака А320: А318, А319, А320, А321

Офіційно програма літака А-320 почалася в березні 1984. Перший політ дослідний літак А-320 з двигунами CFM56-5A1 зробив 22 лютого 1987. В кінці лютого 1988 літак був сертифікований у Європі, а в грудні — в США. У березні 1988 авіакомпанія «Ейр Франс» отримала перший літак. Літак А-320 є першим у світі пасажирським літаком з електродистанційною системою управління (ЕДСУ), кабіною екіпажу, обладнаною бічними ручками управління замість звичайних штурвальних колонок, і горизонтальним оперенням, виготовленим повністю з композиційних матеріалів. Літак А-320 послужив основою для розробки літаків А-321 (185-місний, 1994), А-319 (124-місний, 1996) і А-318 (107-місний, 2003).

## Замовлено та виготовлено
| A318   | 80    |     | 80    |     |     | 1   |     | 1   | 2   | 2   | 2   | 6   | 13  |
| A319   | 1 485 | 27  | 1 458 | 1   | 4   | 24  | 34  | 38  | 38  | 47  | 51  | 88  | 98  |
| A320   | 4 728 | 255 | 4 473 | 90  | 251 | 282 | 306 | 352 | 332 | 306 | 297 | 221 | 209 |
| A321   | 1 781 | 259 | 1 522 | 89  | 222 | 184 | 150 | 102 | 83  | 66  | 51  | 87  | 66  |
| Всього | 8 074 | 541 | 7 533 | 180 | 477 | 491 | 490 | 493 | 455 | 421 | 401 | 402 | 386 |

| A318   | 17  | 8   | 9   | 10  | 9   |     |     |     |     |     |     |    |    |    |    |     |     |    |    |    |
| A319   | 105 | 137 | 142 | 87  | 72  | 85  | 89  | 112 | 88  | 53  | 47  | 18 |    |    |    |     |     |    |    |    |
| A320   | 194 | 164 | 121 | 101 | 119 | 116 | 119 | 101 | 101 | 80  | 58  | 38 | 34 | 48 | 71 | 111 | 119 | 58 | 58 | 16 |
| A321   | 51  | 30  | 17  | 35  | 33  | 35  | 49  | 28  | 33  | 35  | 22  | 16 | 22 | 16 |    |     |     |    |    |    |
| Всього | 367 | 339 | 289 | 233 | 233 | 236 | 257 | 241 | 222 | 168 | 127 | 72 | 56 | 64 | 71 | 111 | 119 | 58 | 58 | 16 |

Згідно даних наведених виробником від червня 2017 року.

## Варіанти

### A320

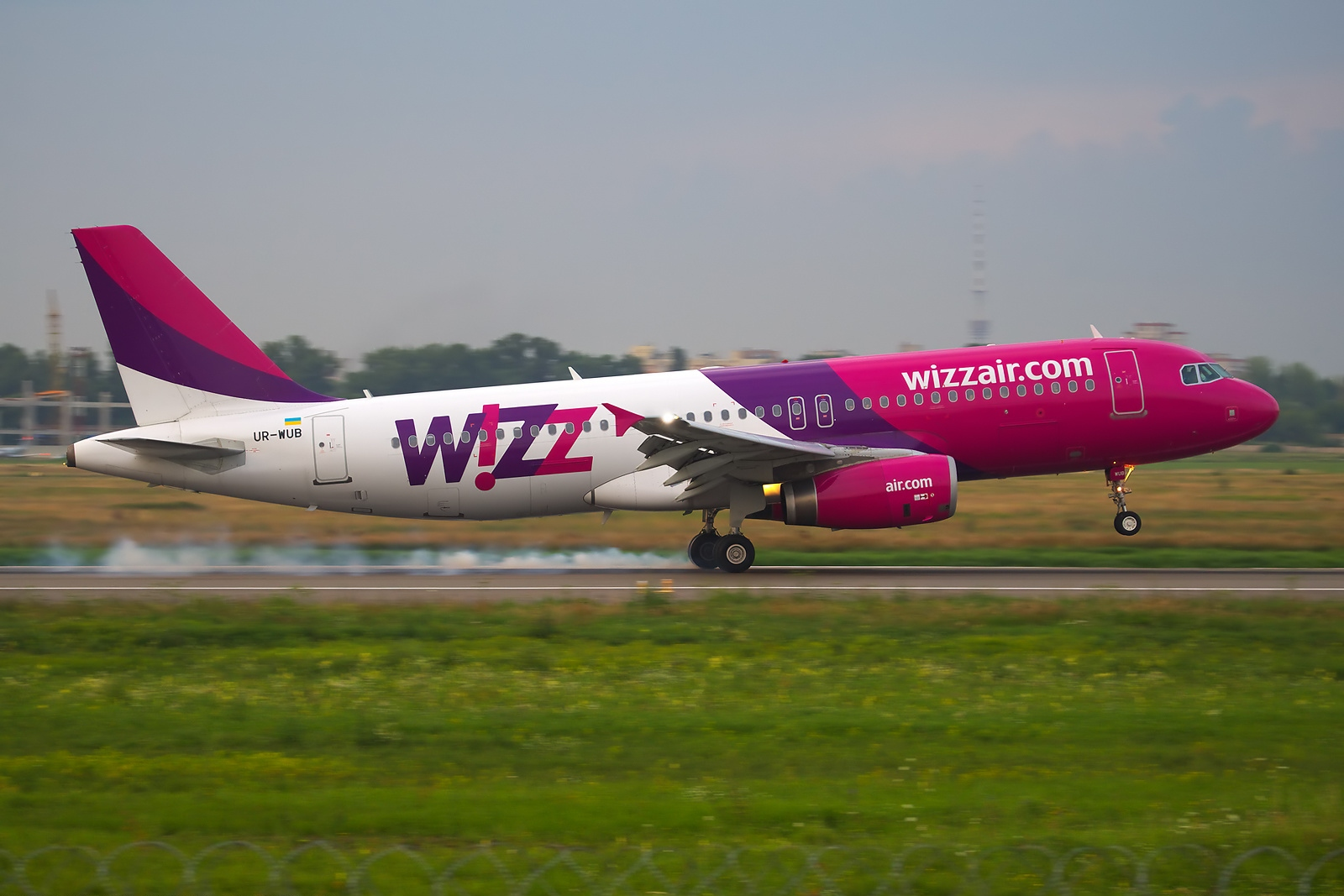
Airbus A320 компанії Wizz Air Ukraine

Літаки моделі A320 мають 2 модифікації: A320-100 та A320-200.
Всього 21 екземпляр було виготовлено сотої серії та поставлені до авіакомпанії Air Inter.
З основних змін в модифікації -200 у порівнянні з серією -100 стали поява на бокових кінцівках крил шайб Уіткомба та розширення паливного бака для збільшення дальності польоту літаків. Індійська компанія Indian Airline використовувала свої перші 31 A320-200 з двоколісними візками шасі для аеродромів з поганою злітно-посадковою смугою, де не можна було обійтись стандартною одноколісною системою.
Працює, в залежності від модифікації, на двигунах CFM International CFM56 (серія A320-21x) або IAE V2500 (серія A320-23x) та має тягу 98-120 kN. При типовому двохкласовому розташуванню крісел здатен перевозити до 150 пасажирів на відстань до 6 100 км. Станом на червень 2017 року виготовлено 4 473 літаки. Основним конкурентом є Boeing 737-800.

### A321

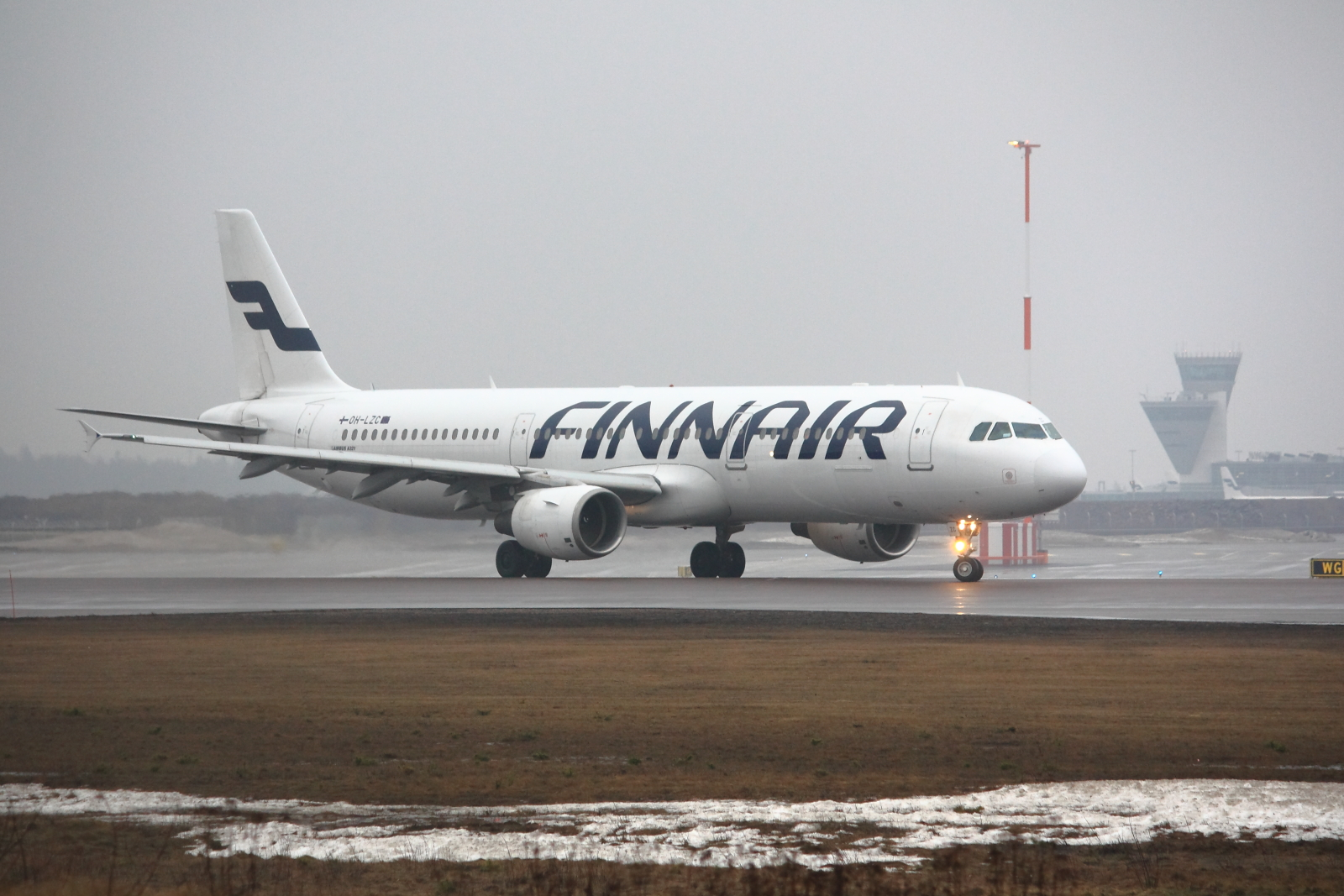
Airbus A321 компанії Finnair

Модель A321 став першою похідною версією від A320, випущеного у 1988 році. Довжина фюзеляжу A321 була збільшена на 6,94 метри, з яких на 4,27 м попереду крила та на 2,67 м — позаду. Максимальна злітна вага виросла на 9 600 кг і становила 83 000 кг. Перший політ одного з двох прототипів пройшов 11 березня 1993 року, а перший свій авіарейс здійснив у січні 1994 року авіакомпанією Lufthansa.
Оскільки максимальна дальність польоту A321-100 у порівнянні з A320 була зниженою, компанія Airbus у 1995 році розпочала розробку нового A320-200. Збільшити діапазон польотів планувалось за рахунок більш потужних двигунів (V2533-A5 або CFM56-5B3), незначного зміцнення структури літака та розширення об'ємів палива за рахунок резервуарів під задньою підлогою на 2 990 літрів. Кількість палива зросла до 30 030 л, а максимальна злітна маса до 93,5 тонн. Свій перший політ A321-200 здійснив у грудні 1996 року, а вже у квітні 1997 р. його почала використовувати британська Monarch Airlines.
Найближчими конкурентами цієї лінійки літаків стали Boeing 737-900/900ER та Boeing 757-200. Станом на червень 2017 року A321ceo було виготовлено 1 522 екземпляри.

### A319

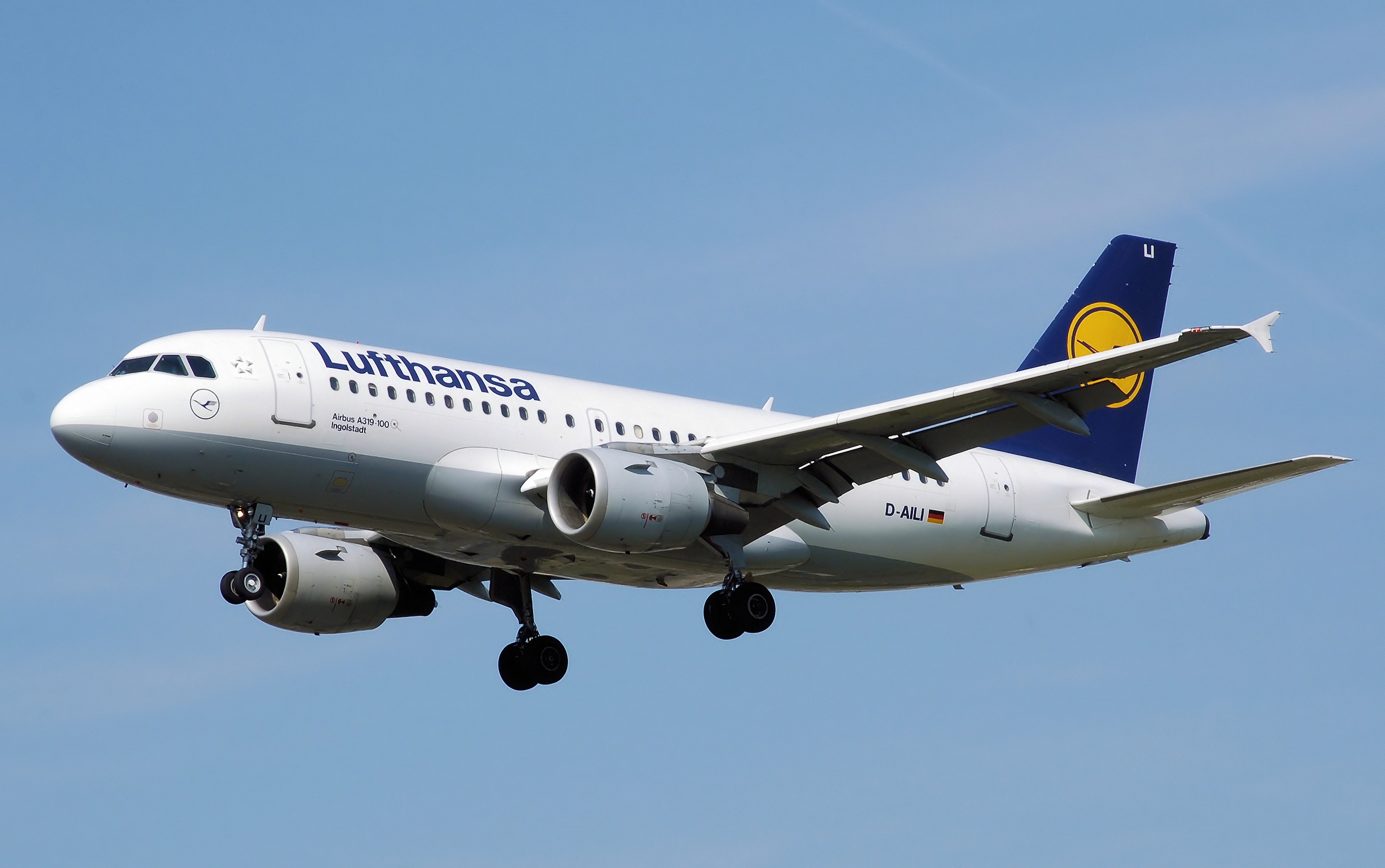
Airbus A319 компанії Lufthansa

A319 був розроблений на прохання Стівена Удвар-Хазі, колишнього президента та головного виконавчого директора International Lease Finance Corporation, про що він повідомив у своєму інтерв'ю виданню Нью-Йорк Таймс. Фактично, клієнтом для запуску розробки A319 була сама ILFC, яка ще до 1993 року зробила замовлення на 6 таких літаків. Відчувши що проектом зацікавились Swissair та Alitalia компанія Airbus 10 червня 1993 року вирішила розпочати програму розробки A319. А вже 23 березня 1995 року почалось складання першого літака, що було поставлене авіакомпанії Swissair у квітні 1996.
A319 — це укорочений варіант моделі A320, відомий також під назвою A320M-7. У порівнянні з A320 має коротший на 3,73 м фюзеляж і спрощене крило. Зменшення кількості пасажирських місць дозволяє зробити на літаку 6 замість 8 аварійних виходів. Маючи практично такий же запас палива як і A320-200, але меншу масу й меншу кількість пасажирів, дальність польоту при стандартному двохласовому розміщенні на 124 місця сягає 6 650 км (або 6 850 км з новими вінглетами «Sharklets»). В залежності від модифікації можуть мати різні двигуни з тягою від 98 кН до 120 кН.
Станом на червень 2017 року виготовлено 1 458 літаків. Основним конкурентом є Boeing 737-700.

#### ACJ319
A319CJ (після ребрендигу у 2014 р. — ACJ319) — корпоративна версія літака A319. Містить додаткові паливні баки (до 6 резервуарів), що встановлені у вантажному відсіку, які дозволяють збільшити максимальну відстань польоту до 11 100 км. Літак розміщує у себе до 39 пасажирів, проте оснащення може бути змінене на будь-яку конфігурацію за бажанням споживача.

### A318

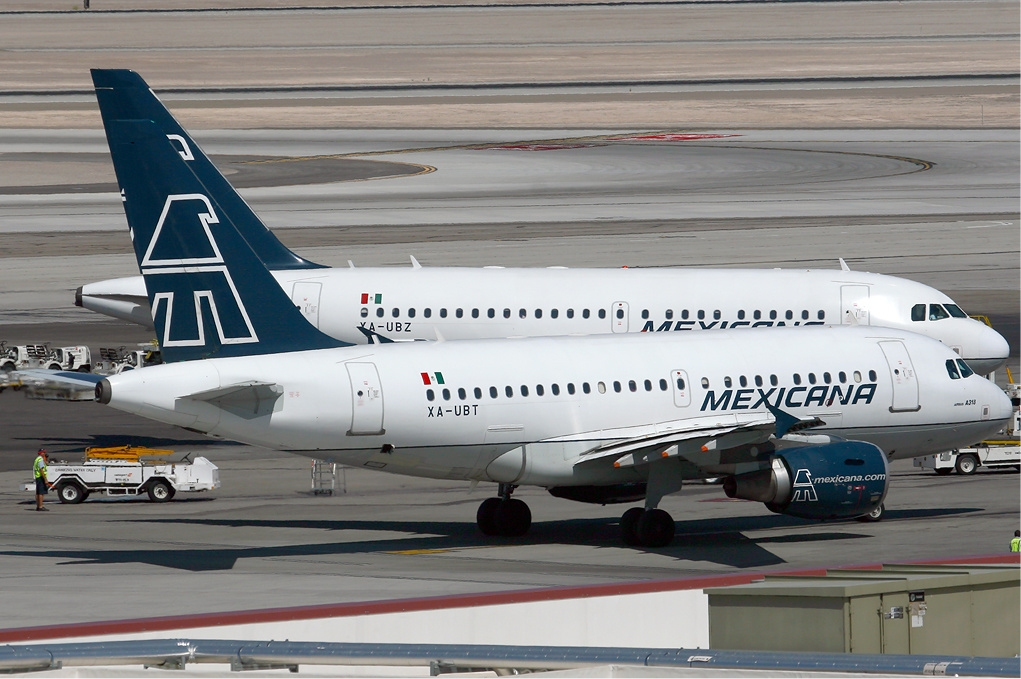
Airbus A318 компанії Mexicana de Aviación

Airbus A318 є найменшим літаком з серії Airbus A320. A318 може перевозити в типовій двох-класовій компоновці 107 пасажирів (максимально — 132) на відстань до 5 750 км. Цей літак зробив свій перший політ у липні 2003 року рейсом американської авіакомпанії Frontier Airlines. За рахунок сумісності з іншими варіантами серії A320 не вимагає від існуючих пілотів цих літаків подальшого навчання, щоб керувати A318. Може використовуватись на коротших взлітно-посадкових смугах, ніж літаки аналогічні за розмірами.
Окрім іншого, у 2007 році A318 був сертифікований на виконання посадок з більш крутішою траєкторією зниження. Завдяки цим властивостям та з урахуванням пониженого рівня шуму, A318 дозволяється використовувати в аеропортах, що знаходяться в межах міста.
На A318 була покращена система керування літаком та бортові системи, що згодом було впроваджено й на інші моделі серії Airbus A320.
Літаків цієї моделі, з усієї серії A320, станом на червень 2017 року, продано найменше — всього 80 екземплярів.

## Порівняльна таблиця
| Підтип                                | Підтип                                | A318                                                | A319                                                | A320                                                | A321                                                |
| ------------------------------------- | ------------------------------------- | --------------------------------------------------- | --------------------------------------------------- | --------------------------------------------------- | --------------------------------------------------- |
| Екіпаж кабіни                         | Екіпаж кабіни                         | 2                                                   | 2                                                   | 2                                                   | 2                                                   |
| Ліміт по виходах                      | EASA                                  | 136                                                 | 160                                                 | 195                                                 | 230                                                 |
| Ліміт по виходах                      | FAA                                   | 136                                                 | 150                                                 | 190                                                 | 230                                                 |
| Крісел, однокласова компоновка, макс. | Крісел, однокласова компоновка, макс. | 132                                                 | 156                                                 | 186                                                 | 236                                                 |
| Однокласова, типово                   | Однокласова, типово                   | 117                                                 | 134                                                 | 164                                                 | 199                                                 |
| Двохкласова, типово                   | Двохкласова, типово                   | 107                                                 | 124                                                 | 150                                                 | 185                                                 |
| Об'єм вантажного відсіку              | Об'єм вантажного відсіку              | 21,20 м3                                            | 27,20 м3                                            | 37,40 м3                                            | 51,70 м3                                            |
| Завантажувач                          | Завантажувач                          |                                                     | 4× LD3-45                                           | 7× LD3-45                                           | 10× LD3-45                                          |
| Довжина                               | Довжина                               | 31,44 м                                             | 33,84 м                                             | 37,57 м                                             | 44.51 м                                             |
| Колісна база                          | Колісна база                          | 10,25 м                                             | 11,04 м                                             | 12,64 м                                             | 16,91 м                                             |
| Розмах крил                           | Розмах крил                           | 34,1 м                                              | 35,8 м                                              | 35,8 м                                              | 35,8 м                                              |
| Площа крил                            | Площа крил                            | 122,4 м2                                            | 122,4 м2                                            | 122,4 м2                                            | 122,4 м2                                            |
| Кут геометрії крила                   | Кут геометрії крила                   | 25°                                                 | 25°                                                 | 25°                                                 | 25°                                                 |
| Висота кіля                           | Висота кіля                           | 12,56 м                                             | 11,76 м                                             | 11,76 м                                             | 11,76 м                                             |
| Ширина кабіни                         | Ширина кабіни                         | 3,7 м                                               | 3,7 м                                               | 3,7 м                                               | 3,7 м                                               |
| Ширина фюзеляжу                       | Ширина фюзеляжу                       | 3,95 м                                              | 3,95 м                                              | 3,95 м                                              | 3,95 м                                              |
| Висота фюзеляжу                       | Висота фюзеляжу                       | 4,14 м                                              | 4,14 м                                              | 4,14 м                                              | 4,14 м                                              |
| Максимальна злітна маса               | Максимальна злітна маса               | 68 т                                                | 75,5 т                                              | 78 т                                                | 93,5 т                                              |
| Максимальна посадкова маса            | Максимальна посадкова маса            | 57,5 т                                              | 62,5 т                                              | 66 т                                                | 77,8 т                                              |
| Максимальна нуль-паливна маса         | Максимальна нуль-паливна маса         | 54,5 т                                              | 58,5 т                                              | 62,5 т                                              | 73,8 т                                              |
| Робоча порожня маса                   | Робоча порожня маса                   | 39,5 т                                              | 40,8 т                                              | 42,6 т                                              | 48,5 т                                              |
| Крейсерська швидкість                 | Крейсерська швидкість                 | Маха 0,78 (829 км/год; 515 миля/год)                | Маха 0,78 (829 км/год; 515 миля/год)                | Маха 0,78 (829 км/год; 515 миля/год)                | Маха 0,78 (829 км/год; 515 миля/год)                |
| Максимальна швидкість                 | Максимальна швидкість                 | Маха 0,82 (871 км/год; 541 миля/год)                | Маха 0,82 (871 км/год; 541 миля/год)                | Маха 0,82 (871 км/год; 541 миля/год)                | Маха 0,82 (871 км/год; 541 миля/год)                |
| Дальність, типове завантаження        | Дальність, типове завантаження        | 5 750 км                                            | 6 950 км                                            | 6 100 км                                            | 5 950 км                                            |
| Дальність для бізнес-джетів           | Дальність для бізнес-джетів           | 7 800 км                                            | 11 100 км                                           | 7 800 км                                            |                                                     |
| Пробіг для зльоту (МЗМ, SL, ISA)      | Пробіг для зльоту (МЗМ, SL, ISA)      | 1780 м                                              | 1850 м                                              | 2100 м                                              |                                                     |
| Пробіг для посадки (МПМ, SL, ISA)     | Пробіг для посадки (МПМ, SL, ISA)     | 1230 м                                              | 1360 м                                              | 1500 м                                              |                                                     |
| Об'єм пального                        | Об'єм пального                        | 24 210 л                                            | 24 210-30 190 л                                     | 24 210-27 200 л                                     | 24 050-30 030 л                                     |
| Робоча стеля                          | Робоча стеля                          | 11 900-12 500 м                                     | 11 900-12 500 м                                     | 11 900-12 500 м                                     | 11 900-12 500 м                                     |
| Двигуни (×2)                          | Двигуни (×2)                          | CFM International CFM56-5B, діаметром гвинта 1,78 м | CFM International CFM56-5B, діаметром гвинта 1,78 м | CFM International CFM56-5B, діаметром гвинта 1,78 м | CFM International CFM56-5B, діаметром гвинта 1,78 м |
| Двигуни (×2)                          | Двигуни (×2)                          | PW6000A, діаметром гвинта 1,44 м                    | IAE V2500A5, діаметром гвинта 1,61 м                | IAE V2500A5, діаметром гвинта 1,61 м                | IAE V2500A5, діаметром гвинта 1,61 м                |
| Тяга (×2)                             | Тяга (×2)                             | 96—106 кН (22 000—24 000 фунтс)                     | 98—120 кН (22 000—27 000 фунтс)                     | 98—120 кН (22 000—27 000 фунтс)                     | 133—147 кН (30 000—33 000 фунтс)                    |

### Двигуни
| Модель літака | Дата сертифікації    | Двигун                       |
| ------------- | -------------------- | ---------------------------- |
| A318-111      | 23 травня 2003 р.    | CFM56-5B8/P                  |
| A318-112      | 23 травня 2003 р.    | CFM56-5B9/P                  |
| A318-121      | 21 грудня 2005 р.    | PW6122A                      |
| A318-122      | 21 грудня 2005 р.    | PW6124A                      |
| A319-111      | 10 квітня 1996 р.    | CFM56-5B5 or 5B5/P           |
| A319-112      | 10 квітня 1996 р.    | CFM56-5B6 or 5B6/P or 5B6/2P |
| A319-113      | 31 травня 1996 р.    | CFM56-5A4 or 5A4/F           |
| A319-114      | 31 травня 1996 р.    | CFM56-5A5 or 5A5/F           |
| A319-115      | 30 липня 1999 р.     | CFM56-5B7 or 5B7/P           |
| A319-131      | 18 грудня 1996 р.    | IAE Model V2522-A5           |
| A319-132      | 18 грудня 1996 р.    | IAE Model V2524-A5           |
| A319-133      | 30 липня 1999 р.     | IAE Model V2527M-A5          |
| A320-111      | 26 лютого 1988 р.    | CFM56-5A1 or 5A1/F           |
| A320-211      | 8 листопада 1988 р.  | CFM56-5A1 or 5A1/F           |
| A320-212      | 20 листопада 1990 р. | CFM56-5A3                    |
| A320-214      | 10 березня 1995 р.   | CFM56-5B4 or 5B4/P or 5B4/2P |
| A320-215      | 22 червня 2006 р.    | CFM56-5B5                    |
| A320-216      | 14 червня 2006 р.    | CFM56-5B6                    |
| A320-231      | 20 квітня 1989 р.    | IAE Model V2500-A1           |
| A320-232      | 28 вересня 1993 р.   | IAE Model V2527-A5           |
| A320-233      | 12 червня 1996 р.    | IAE Model V2527E-A5          |
| A321-111      | 27 травня 1995 р.    | CFM56-5B1 or 5B1/P or 5B1/2P |
| A321-112      | 15 лютого 1995 р.    | CFM56-5B2 or 5B2/P           |
| A321-131      | 17 грудня 1993 р.    | IAE Model V2530-A5           |
| A321-211      | 20 березня 1997 р.   | CFM56-5B3 or 5B3/P or 5B3/2P |
| A321-212      | 31 серпня 2001 р.    | CFM56-5B1 or 5B1/P or 5B1/2P |
| A321-213      | 31 серпня 2001 р.    | CFM56-5B2 or 5B2/P           |
| A321-231      | 20 березня 1997 р.   | IAE Model V2533-A5           |
| A321-232      | 31 серпня 2001 р.    | IAE Model V2530-A5           |

## Аварії та катастрофи
| Дата       | Бортовий номер | Місце                | Жертви     | Подія |
| ---------- | -------------- | -------------------- | ---------- | --- |
| 26.06.1988 | F-GFKC         | Абсайм               | 3/136      | Демонстраційний політ на малій висоті, врізався в дерева |
| 14.02.1990 | VT-EPN         | Бенґалуру            | 92/146     | Розбився при заході на приземлення через помилку екіпажу |
| 20.01.1992 | F-GGED         | Страсбург            | 87/96      | Розбився при зниженні, екіпаж невірно задав параметри автопілота |
| 14.09.1993 | D-AIPN         | Варшава              | 2/70       | При приземленні викотився за межі ЗПС через помилку екіпажу |
| 10.03.1997 | borderA4O-EM   | Абу-Дабі             | 0/115      | Перерваний зліт |
| 22.03.1998 | RP-C3222       | Баколод              | 3+0/130    | При приземленні один двигун не перевели на реверс |
| 11.04.2000 | F-OHMD         | Мінатітлан           | 0/0        | Згорів при заправці |
| 23.08.2000 | A4O-EK         | Бахрейн              | 143/143    | Не зміг піти на друге коло, розбився в морі |
| 07.02.2001 | EC-HKJ         | Більбао              | 0/143      | Грубе приземлення |
| 24.07.2001 | 4R-ABA         | Коломбо              | н. д.      | Атака «Тамільських тигрів» на аеропорт |
| 28.08.2002 | N635AW         | Фінікс               | 0/159      | Грубе приземлення |
| 19.01.2003 | N313NB         | Нью-Йорк             | 0/2        | Врізався в стіну при русі до терміналу, помилка техніків |
| 21.03.2003 | B-22603        | Тайнань              | 0/175      | Грубе приземлення |
| 03.05.2006 | EK-32009       | Сочі                 | 113/113    | Розбився в море при заході на друге коло |
| 05.05.2006 | EK-32001       | Брюссель             | 0/0        | Згорів в ангарі |
| 05.05.2006 | EK-32010       | Брюссель             | 0/0        | Згорів в ангарі |
| 05.05.2006 | SX-BVB         | Брюссель             | 0/0        | Згорів в ангарі |
| 18.07.2007 | PR-MBK         | Сан-Паулу            | 12+187/187 | При приземленні зійшов з ЗПС і врізався в склад ПММ |
| 30.05.2008 | EI-TAF         | Тегусігальпа         | 2+3/124    | Викотився за межі ЗПС і розвалився на частини |
| 27.11.2008 | D-AXLA         | Перпіньян            | 7/7        | Обледеніння датчиків системи звалювання |
| 15.01.2009 | N106US         | Гудзон               | 0/155      | У двигуни потрапили птахи. Аварійне приземлення на воду |
| 28.07.2010 | AP-BJB         | Ісламабад            | 152/152    | Розбився при приземленні в складних метеоумовах |
| 24.09.2010 | EI-EDM         | Палермо              | 0/129      | Грубе приземлення до торця ЗПС |
| 05.05.2012 | JA8384         | Сендай               | 0/108      | Зачепив хвостом ЗПС при відході на друге коло |
| 06.02.2013 | TS-IMB         | Карфаген             | 0/83       | Приземлення з прибраною передньою стійкою |
| 16.03.2013 | N620SC         | Джакарта             | 0/0        | Пошкоджений на стоянці під час грози |
| 03.07.2013 | JY-PTA         | Триполі              | 0/1        | Пожежа в кабіні пілотів, під час техобслуговування вибухнув кисневий балон |
| 27.07.2014 | 5A-LAI         | Триполі              | 0/0        | Хвостова частина зруйнована при артилерійському обстрілі аеропорту |
| 28.12.2014 | PK-AXC         | Яванське море        | 162/162    | Впав у море при обльоті грози |
| 24.03.2015 | D-AIPX         | Французькі Альпи     | 150/150    | Рейс Барселона-Дюссельдорф. Навмисно розбитий другим пілотом, що мав психічні проблеми. |
| 29.03.2015 | C-FTJP         | Галіфакс             | 0/137      | Грубе приземлення до торця ЗПС, зачепив крилом лінію електропередачі |
| 31.10.2015 | EI-ETJ         | Синайський півострів | 224/224    | Впав через 23 хвилини після зльоту. Місцеве розслідування триває. Аналіз записів бортових самописців вказує на вибух на борту. Згідно розслідуванню розвідок США і Британії, причина вибуху — теракт, закладення бомби на борт літака. |
| 19.05.2016 | MS804          | Середземне море      | 66/66      | Катастрофа Airbus A320 над Середземним морем. Літак прямував із Парижа (Міжнародний аеропорт імені Шарля де Голля) у Каїр і зник з екранів радарів над Середземним морем приблизно в 200 км від єгипетського узбережжя.                |